# TSCサタデーナウ
TSCサタデーナウは、テレビせとうち制作の地域情報番組。タイトル通り土曜日に放送されている。主に岡山・香川の企業の新商品の紹介や新規オープンした店の情報、観光地の紹介・セール・イベント・フェアを紹介するもの。また「TSCサタナウナイト（2006年9月終了）」・「得ナウ（2006年10月開始）」共に内容はほぼ同じなのでこちらで紹介する。
テーマ曲は「SC-0303」

## 放送時間
- 毎週土曜日9:40～10:00
  - 2006年9月までは放送時間が30分あった。かつては9:00開始だった。

### TSCサタナウナイトの放送時間
- 毎週土曜日24:55～25:30
  - 2006年10月より深夜アニメ2本をネットする関係で9月いっぱいでこちらは終了となる。

### 得ナウ
- 木曜・金曜14:55～15:00、水曜25:13～25:18、木曜24:53～24:58
  - サタナウナイトの代替番組とみられる。

## キャスター
- 中村雅史（TSCアナウンサー）
- 佐伯清子

※得ナウも担当だがひとりでの出演となる

### 過去のキャスター
- ダイナマイト・イシムラ（タレント）
- 金岡晴美（フリーアナウンサー）
- 三宅八重子（フリーアナウンサー、現在山陽放送に出演中）
- 中島有香（TSCアナウンサー）